# Henryk Dzido
Henryk Dzido (ur. 4 stycznia 1941 w Adamowie, zm. 7 października 2018 w Rudce) – polski adwokat i polityk, senator V kadencji.

## Życiorys

### Wykształcenie i praca zawodowa
W 1964 ukończył studia na Wydziale Prawa i Administracji Uniwersytetu Marii Curie-Skłodowskiej w Lublinie. Pracował w prokuraturze w Wołominie. Od 1970 do 1981 był zatrudniony w Zespole Administracji i Gospodarki Terenowej Najwyższej Izby Kontroli. Od 1981 prowadził w Warszawie kancelarię adwokacką.

### Działalność polityczna
W 1998 przystąpił do Samoobrony Rzeczpospolitej Polskiej; był pełnomocnikiem wyborczym komitetu wyborczego Andrzeja Leppera w wyborach prezydenckich w 2000 oraz pełnomocnikiem KW Samoobrony RP w wyborach w 2001. 
W wyborach tych uzyskał mandat senatora z okręgu piotrkowskiego. Pracował w Komisji Spraw Zagranicznych i Komisji Spraw Unii Europejskiej, przewodniczył Kołu Senatorów Samoobrony RP oraz był wiceprzewodniczącym klubu parlamentarnego partii. Występował jako obrońca Andrzeja Leppera w procesach sądowych. W wyborach w 2002 bez powodzenia kandydował na urząd prezydenta Warszawy. Zdobył 1,75% głosów i zajął siódme miejsce spośród czternastu kandydatów. 
W wyborach do Senatu w 2005 bez powodzenia ubiegał się o reelekcję w okręgu lubelskim. W grudniu tego samego roku powołano go na stanowisko członka Trybunału Stanu, w którym zasiadał do 2007. W lutym 2006 odszedł z Samoobrony RP. 
Współtworzył następnie Samoobronę Ruch Społeczny. W sierpniu 2006 objął w niej funkcję przewodniczącego. W 2007 został jednym z liderów Samoobrony Odrodzenie. Partia ta działała do 2008, jednak po kilku latach została reaktywowana (do ponownej rejestracji doszło w styczniu 2013), a Henryk Dzido został jej przewodniczącym.

## Życie prywatne
Syn Kazimierza i Antoniny. Był żonaty, miał córkę Monikę.